# Julio César La Cruz
Julio César La Cruz Peraza (11 de agosto de 1989) é um pugilista cubano. 

## Carreira
La Cruz competiu na Rio 2016, na qual conquistou a medalha de ouro no peso meio-pesado. Obteve o título olímpico no pesado na edição seguinte, derrotando Muslim Gadzhimagomedov na final.